# 2001 v hudbě
Tento článek obsahuje události související s hudbou, které proběhly v roce 2001.

## Vzniklé skupiny
- Alexisonfire
- The All-American Rejects
- Apollo Sunshine
- The Black Dahlia Murder
- Apostle of Hustle
- Audioslave
- Bear vs. Shark
- The Black Keys
- Black Stone Cherry
- Busted
- capsule
- The Chalets
- Chin Up Chin Up
- Chiodos
- Circus Devils
- Desaparecidos
- Die Trying
- The Early November
- Emery
- Fall Out Boy
- Franz Ferdinand
- The Format
- Hawthorne Heights
- Head of Femur
- Hella
- Jet
- The Hidden Cameras
- Kaddisfly
- Kutless
- The Like
- Lovex
- The Mars Volta
- Mandrage
- mewithoutYou
- Million Dead
- The Mint Chicks
- My American Heart
- My Chemical Romance
- Norma Jean
- No Secrets
- Notes From Prague
- Perfume
- The Plot to Blow Up the Eiffel Tower
- The Postal Service
- Railroad Earth
- Ratatat
- The Raveonettes
- The Reindeer Section
- Rock Kills Kid
- Shout Out Louds
- Sikth
- Smokey & Miho
- Sparta
- A Static Lullaby
- The Thrills
- Tilly and the Wall
- TV on the Radio
- The Underdog Project
- The Zutons
- WarCry
- Zwan

## Zaniklé skupiny
- Andre
- Aqua
- At the Drive-In
- Cool For August
- Devourment (reformed in 2002)
- Elastica
- Five (reformed in 2006)
- LAND
- Malice Mizer (indefinite hiatus)
- Murder City Devils
- Pilfers
- Pizzicato Five
- Savage Garden
- Skunk Anansie
- Spice Girls (reformed in 2007)
- Steps
- Sunny Day Real Estate
- ThaMuseMeant (reformed in 2003)
- Toadies
- Weta
- Backstreet Boys (Hiatus)

## Vydaná alba
- The Best of Tubular Bells – Mike Oldfield
- "Be Happy" - Rina Aiuchi
- King of Majesty – Hillsong United (hudební skupina)
- Over Hills And Far Away – Nightwish
- Deep Shadows and Brilliant Highlights – HIM
- The Best of Syd Barrett: Wouldn't You Miss Me? – Syd Barrett
- Toxicity – System of a Down
- Echoes: The Best of Pink Floyd – Pink Floyd
- Satellite – P.O.D.
- Down to Earth – Ozzy Osbourne
- Level Five – King Crimson (EP)
- VROOOM VROOOM – King Crimson
- Ready to fly – Status Praesents
- Small World Big Band – Jools Holland
- Sun Blindness Music – John Cale
- Rings Around the World – Super Furry Animals
- Alien Youth – Skillet
- "High Collar Girl" - Capsule
- 200 Po Vstrechnoy – t.A.T.u.
- "Best! Morning Musume 1" - Morning Musume
- "A Best" - Ajumi Hamasaki
- "Distance" - Utada Hikaru
- "Fun for Fan" - Suzuki Ami

### Česká alba
- Magnetické pole – Kryštof (16. července 2001)
- Mezi supy málem králem – Komunální odpad
- Taxitotak neber – Petr Kotvald
- Barvy všecky – Zuzana Navarová a Koa (16. listopadu 2001)
- Andělové z nebe – Radůza
- Best & Last – Robert Křesťan a Druhá tráva (29. října 2001)
- Pocustone – Floex (1. května 2001)
- Mumlava – Jablkoň
- Proměny – Čechomor
- Palouček – Květy (demo)
- Film melodies – S písní vstříc ti běžím – Helena Vondráčková
- Paprsky, Múzy – Helena Vondráčková
- Christmas with Helena 2 – Helena Vondráčková
- Helena 2002 – Helena Vondráčková
- Svinska Pržola – Nahoru po schodišti dolů band
- Lilie polní – Sestry Steinovy (28. září 2001)

## Domácí hity
- „Lolita“ – Kryštof
- „Mumuland“ – Petr Kotvald
- „Tančíš sama“ – Petr Muk
- „Zejtra mám“ – Ready Kirken
- „Proměny“ – Čechomor
- „Bude mi lehká zem“ – Hapka, Kirschner
- „Snadné je žít“ – Mig 21
- „Drobná paralela“ – Chinaski
- „Cosmoshop“ – Kryštof
- „Je to prostý“ – Martin Maxa
- „Stopám ti do hlavy“ – Petr Muk
- „Bára“ – Kabát
- „Svět je plnej bláznů“ – Leona Machálková
- „Se mnou se neztratíš“ – Holki
- „Jsi senzační“ – Holki
- „Mám rád“ – Miro Žbirka
- „Zavírám oči“ – Anna K
- „Stačí když se díváš“ – Anna K
- „Lži jsou jako déšť“ – Leoš Mareš
- „Tři slova“ – Leoš Mareš
- „Na chvíli měj rád“ – Janek Ledecký
- „Bezchybná“ – Miro Žbirka
- „Nespalme to krásné v nás“ – Miro Žbirka Marika Gombitová
- „Kocour se schoulil na tvůj klín“ – Petr Hapka
- „Bet My Soul“ – Support Lesbiens
- „Ženy“ – Kryštof
- „Už asi nie si“ – Richard Müller
- „Nad realitou“ – Bára Basiková
- „Zůstaň v pohodě“ – HaHa
- „Pomalý koně“ – Martin Maxa
- „Spočítaj ma“ – Richard Müller
- „American Bull“ – Aleš Brichta
- „Spravedlnost bývá slepá“ – Aleš Brichta
- „Neuč slunce hřát“ – Helena Vondráčková
- „Otazníky“ – Elán
- „Velické zvony“ – Čechomor
- „Někdy je smích, někdy je pláč“ – Ledecký, Nagy
- „Totale“ – Buty
- „Svatá pravda“ – Divokej Bill
- „Svalnatec“ – Leoš Mareš
- „Máš-li s kým“ – Karel Gott
- „Byl by hřích“ – Korn, Bílá
- „Je naprosto nezbytné“ – Hana Zagorová
- „Svišti“ – Chaozz
- „Sedmnáct story“ – FM Factory ft. Anushka
- „Mrazík 2001“ – DJ Company ft. FM Factory

## Úmrtí
- John Lee Hooker
- George Harrison
- Chuck Schuldiner